# Ruth Kempf
Ruth Kempf (* 9. März 1915; † 9. September 2012 in Opelousas, Louisiana) war eine US-amerikanische Schauspielerin.

## Wirken
Ruth Kempf wirkte in den 1970er-Jahren nur in zwei Spielfilmen in Nebenrollen mit. Über ihre weitere berufliche Tätigkeit ist nichts bekannt.
Ruth Kempf starb am 9. September 2012 im Alter von 97 Jahren in Opelousas.

## Filmografie
- 1973: James Bond 007 – Leben und sterben lassen
- 1976: Rache aus dem Jenseits